# Membri del Consiglio Grande e Generale della XXIII legislatura
I membri del Consiglio Grande e Generale della XXII Legislatura sono i seguenti:
- Giuseppe Amici (RCS)
- Gianmarco Marcucci (PDCS)
- Paride Andreoli (PSS)
- Tito Masi (APDS)
- Giuseppe Arzilli (PDCS)
- Piermarino Menicucci (PDCS)
- Antonello Baciocchi (PSS)
- Francesca Michelotti (PPDS)
- Ernesto Benedettini (PDCS)
- Maria Domenica Michelotti(PPDS)
- Fabio Berardi (PSS)
- Domenico Bernardini (PPDS)
- Fausta Simona Morganti(PPDS)
- Piero Berti (PDCS)
- Germano de Biagi (PSS)
- Romeo Morri (PDCS)
- Fernando Bindi (APDS)
- Fausto Mularoni (PDCS)
- Marino Bollini (PSS)
- Antonella Mularoni (APDS)
- Paolo Bollini (PSS)
- Piermarino Mularoni (PDCS)
- Roberto Bucci (PPDS)
- Claudio Podeschi (PDCS)
- Patricia Busignani (SR)
- Marco Podeschi (PDCS)
- Sante Canducci (PDCS)
- Maurizio Rattini (PSS)
- Auguto Casali (PSS)
- Marino Riccardi (PPDS)
- Alberto Cecchetti (PSS)
- Alessandro Rossi (PPDS)
- Luciano Ciavatta (PSS)
- Emma Rossi (SR)
- Valeria Ciavatta (APDS)
- Ottaviano Rossi (PDCS)
- Enzo Colombini (PPDS)
- Massimo Roberto Rossini (PPDS)
- Claudio Felici (PPDS)
- Loris Francini (PDCS)
- Fiorenzo Stolfi (PSS)
- Carlo Franciosi (APDS)
- Gianfranco Terenzi (PDCS)
- Clelio Galassi (PDCS)
- Salvatore Tonelli (PDCS)
- Cesare Antonio Gasperoni (PDCS)
- Giovanni Francesco Ugolini(PDCS)
- Gabriele Gatti (PDCS)
- Pasquale Valentini (PDCS)
- Renzo Ghiotti (APDS)
- Gian Carlo Venturini (PDCS)
- Gino Giovagnoli (PDCS)
- Marino Venturini (PSS)
- Paolo Giovagnoli (RCS)
- Rosa Zafferani (PDCS)
- Antonio Lazzaro Volpinari (PSS)
- Marino Zanotti (PSS)
- Cesare Cavalli Zennoni Tonelli (PDCS)
- Luigi Lonfernini (PDCS)
- Stefano Macina (PPDS)